# Красносельц (гмина)
Красносельц (пол. Krasnosielc) — сельская гмина (волость) в Польше, входит как административная единица в Макувский повет, Мазовецкое воеводство. Административный центр гмины находится в деревне Красносельц, которая расположена примерно в 18 километрах к северу от города Макув-Мазовецки и 90 километрах к северу от Варшавы. Население — 6562 человека (на 2004 год).

## Демография
| Перепись                       | Всего   | Всего | Женщины | Женщины | Мужчины | Мужчины |
| ------------------------------ | ------- | ----- | ------- | ------- | ------- | ------- |
| Единицы                        | человек | %     | человек | %       | человек | %       |
| Население                      | 6562    | 100   | 3227    | 49,2    | 3335    | 50,8    |
| Плотность населения (чел./км²) | 39,3    | 39,3  | 19,3    | 19,3    | 20      | 20      |

## Сельские округа
1. Амелин
2. Багенице-Фольварк
3. Багенице-Шляхецке
4. Бернаты
5. Буды-Прыватне
6. Хлопя-Лонка
7. Дронжджево
8. Дронжджево-Куявы
9. Дронжджево-Мале
10. Эльжбецин
11. Грабово
12. Гронды
13. Каролево
14. Красносельц
15. Красносельц-Лесьны
16. Лазы
17. Несулово-Пах
18. Несулово-Весь
19. Новы-Сельц
20. Новы-Красносельц
21. Паперны-Борек
22. Пежанки-Борек
23. Пенице
24. Пшитулы
25. Раки
26. Рузецк
27. Воля-Юзефово
28. Воля-Влосчаньска
29. Вулька-Дронжджевска
30. Вулька-Раковска
31. Вымыслы
32. Звежинец

## Соседние гмины
1. Гмина Бараново
2. Гмина Еднорожец
3. Гмина Ольшево-Борки
4. Гмина Плонявы-Брамура
5. Гмина Сыпнево